# Theo Timmermans

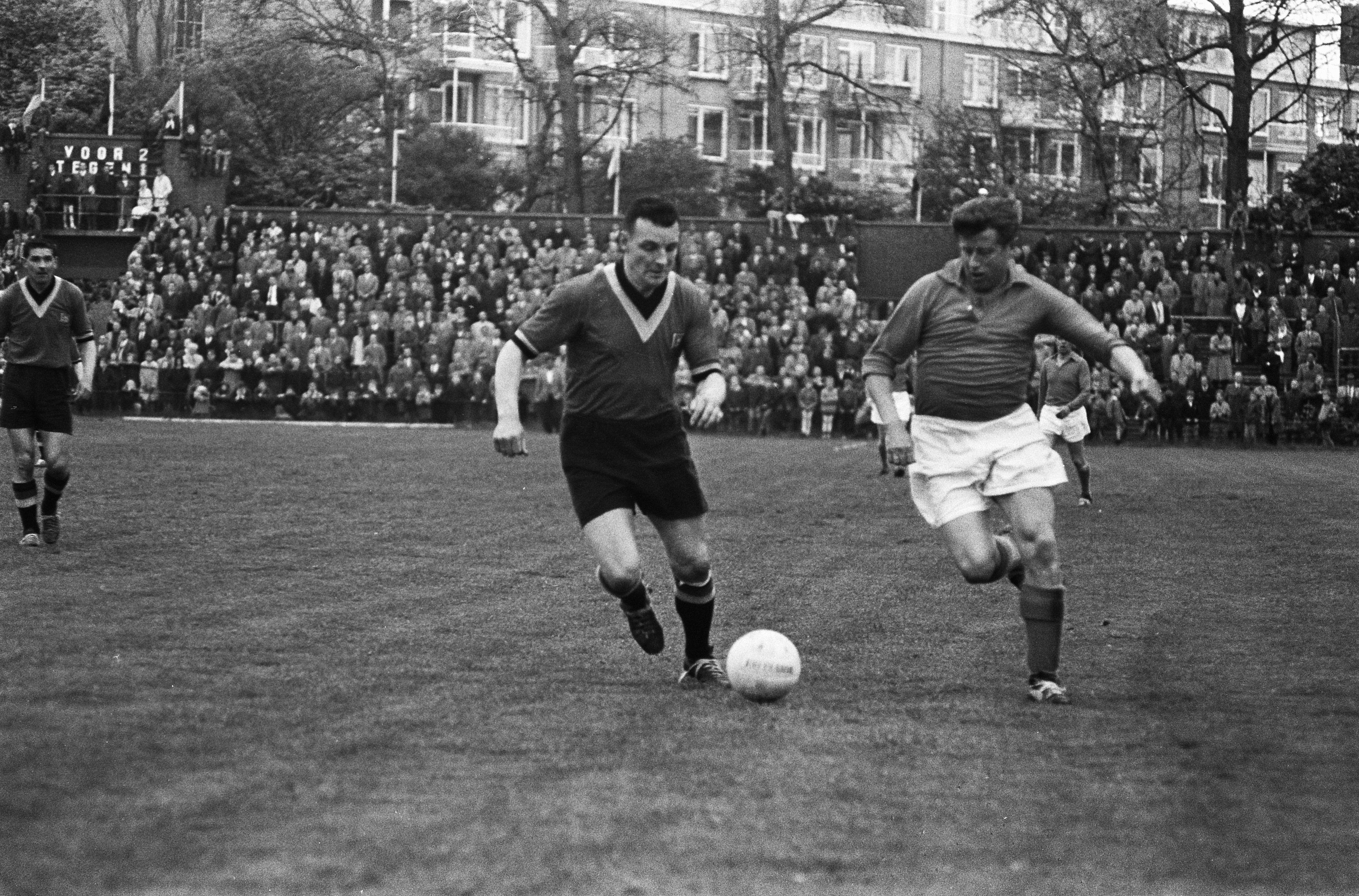
Theo Timmermans (rechts) in einem Seniorenländerspiel gegen Belgien im Jahr 1963

Theo Timmermans (* 4. Januar 1926 in Den Haag, Niederlande; † 6. Dezember 1995 ebenda) war ein niederländischer Fußballspieler. Zwischen 1950 und 1954 war er als Profi in Frankreich; vorher und nachher spielte er bei ADO Den Haag. Zwölfmal wurde er in die niederländische Nationalmannschaft berufen.

## Vereinskarriere
Timmermans spielte als Stürmer beim Haager Verein ADO. 1950 wechselte er in die französische Liga, wo er für Olympique Nîmes aktiv war. 1954 kehrte er zu ADO zurück und war Ende des Jahres, als die Ligen des Berufsfußballbundes NBVB und des KNVB zusammengeführt wurden zu einer Profiliga, einer der ersten, die einen Profivertrag bei ADO unterschrieben. Ein Foto der Vertragsunterzeichnung findet sich auf der Website von ADO Den Haag. Zwar konnten sich die Haager nicht für die neue Ehrendivision qualifizieren, stiegen jedoch nach nur einem Jahr in der Zweitklassigkeit mit Timmermans auf. Noch bis Ende des Jahres 1960 spielte er mit den Haagern in der Eredivisie. 1959 stand er mit seinem Club im Pokalfinale gegen VVV Venlo, das jedoch mit 1:4 verloren ging.

## Nationalmannschaft
Timmermans’ erste vier Spiele im Oranje-Trikot machte er vor seiner Profizeit, allesamt im Jahr 1949. Sein beeindruckendes Debüt neben erfahrenen Spielern wie Abe Lenstra, Arie de Vroet und Faas Wilkes gab der Stürmer dabei gegen die französische Mannschaft am 23. April 1949 in Rotterdam. Zwar war die Équipe tricolore schon nach drei Minuten durch Jean Baratte in Führung gegangen, doch Timmermans drehte mit zwei Toren in der sechsten und zehnten Spielminute die Begegnung fast im Alleingang. Noch vor der Halbzeit machte er mit seinem dritten Treffer seinen einzigen Hattrick in der Nationalmannschaft perfekt; dank eines weiteren Tores von Wilkes gewannen die Niederländer 4:1.
Während seiner Zeit als Profi in Frankreich war er für die nur aus Amateuren bestehende Auswahl des KNVB nicht spielberechtigt. Im Frühjahr 1953 war er Initiator des Benefizspiels, zu dem er mit weiteren zehn niederländischen Auslandsprofis im Pariser Parc des Princes antrat. Mit dem als Watersnoodwedstrijd bekannt gewordenen Match gegen Frankreich ebneten er und seine Mitstreiter den Weg zur Einführung des Profifußballs in seinem Heimatland.
Nach der Rückkehr in seine Heimat feierte er im Oktober 1954 in Antwerpen gegen Belgien sein Comeback in Oranje und stand im März 1955 auch im ersten Länderspiel, in dem Profis antreten durften, gemeinsam mit vier Mitspielern aus der Elf von Paris gegen Dänemark auf dem Rasen des Amsterdamer Olympiastadions. Das Spiel endete 1:1-unentschieden. Ein Jahr später war er dabei, als die niederländische Elftal im März 1956 den amtierenden Weltmeister Deutschland in Düsseldorf mit 2:1 besiegte. Nach der Begegnung mit Belgien am 28. April 1957 war seine internationale Laufbahn beendet; insgesamt spielte er zwölfmal in der Nationalelf. Nach seinem Hattrick zum Beginn erzielte er dabei nur einen weiteren Treffer, 1955 bei einem 4:1-Sieg gegen die Schweiz.

## Nach der aktiven Laufbahn
Am 1. Januar 1961 wurde die Vereniging van Contractspelers, der Verband der Vertragsspieler, gegründet; Timmermans wurde deren erster Vorsitzender.